# Ali As

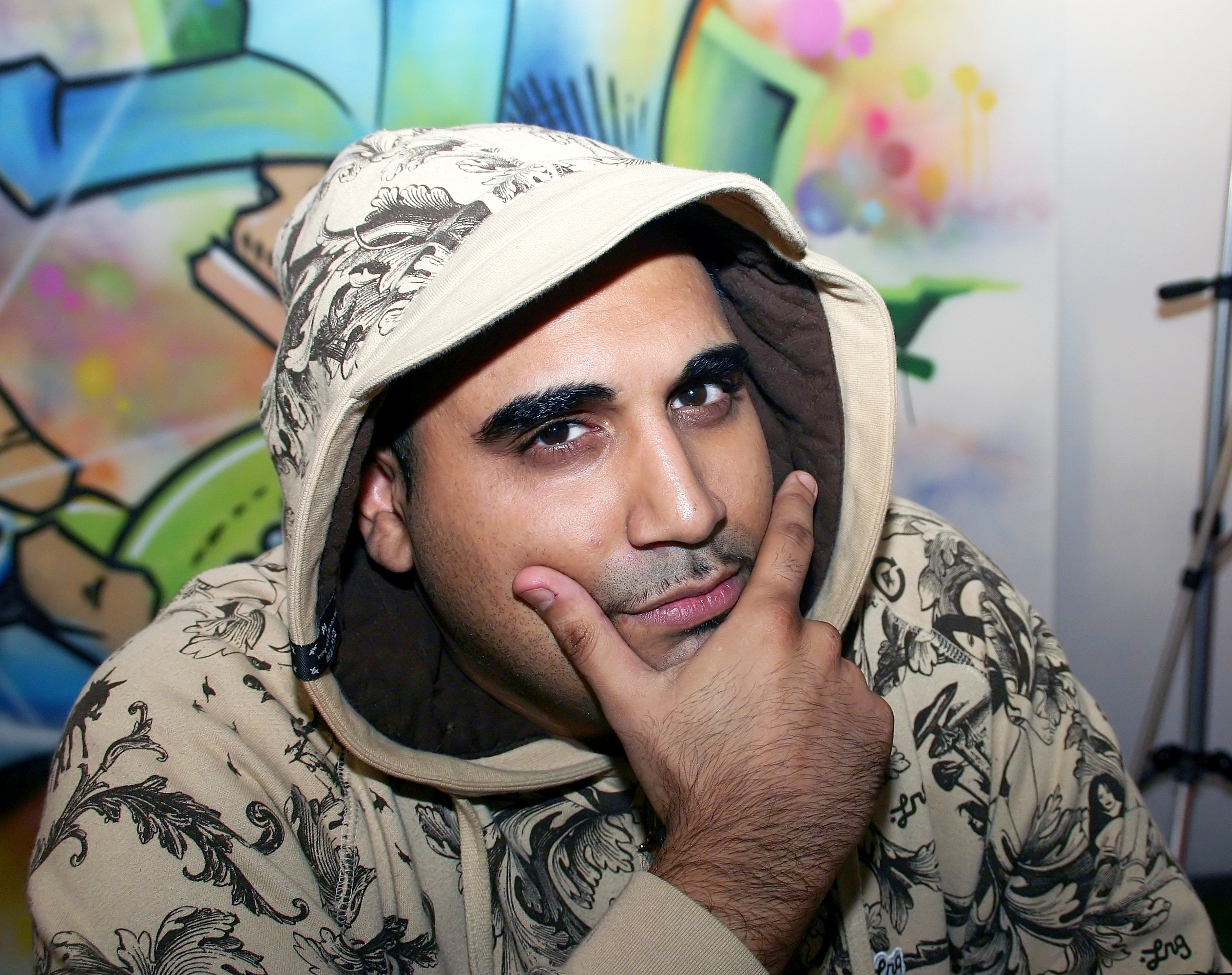
Ali As, 2008

Ali As, bürgerlich Zulfiqar Ali Chaudhry (* 15. Juli 1979 in München) ist ein deutscher Rapper pakistanischer Abstammung aus München. Bis Anfang 2013 war er auch unter dem Namen Ali A$ bekannt. Er steht bei Four Music unter Vertrag.

## Leben und Karriere
Chaudhry wuchs im Münchener Stadtteil Solln auf. 1998 absolvierte er sein Abitur in der bayerischen Landeshauptstadt und schrieb sich anschließend an einer Universität für den Fachbereich Theaterwissenschaften ein. Bereits nach einem Monat brach Chaudhry das Studium ab. Er arbeitete im Folgenden als Redakteur für die Talkshow Fliege, die in den Bavaria-Filmstudios präsentiert und von der ARD ausgestrahlt wurde. Es folgte die Arbeit für eine Filmfirma, für die Chaudhry als „Junior-Producer“ tätig war.
Im Alter von fünfzehn Jahren begann der spätere Rapper erstmals Musik zu machen. Er beteiligte sich dabei zunächst in der Gruppe Artzone. 1999 folgten erste Auftritte im Flavaclub in München, wo Chaudhry Freestyles vortrug. 2001 veröffentlichte der Münchener zusammen mit Passt Shawn unter dem Gruppennamen Buff-A-Lot & Passt Shawn die EP Bös witzisch. Ein Jahr später folgte Southern Comfort, ein Album, das Chaudhry mit seiner Gruppe Monaco Lightz, die aus ihm, Weeh 78 und Passt Shawn besteht, aufgenommen hatte.
Die Mitglieder der Gruppe Monaco Lightz beendeten ihre Zusammenarbeit in den folgenden Jahren und Ali As begann als Solokünstler weiterzuarbeiten. Der Rapper veröffentlichte zunächst die Mixtapes A$talavista, Baby! und Ich bin ein Star, holt mich hier raus!. 2006 wurde er von Samy Deluxe auf dem Musiklabel Deluxe Records unter Vertrag genommen. Neben seiner Solokarriere ist Ali As Teil der Formation Der neue Süden. Mit dieser veröffentlichte er 2007 das Mixtape Xklusiv 2 – Der neue Süden. 2007 erschien das Mixtape Wie baut man eine Bombe als erste Veröffentlichung über Deluxe Records. Der Tonträger stellt den ersten Teil der sogenannten „Bomben“-Trilogie dar. Am 16. Mai 2008 wurde das Mixtape Der Countdown läuft als zweiter Teil veröffentlicht.
Im August 2008 wirkte Ali As neben Bintia und Xatar als sogenannter „Rapcoach“ bei der RTL-2-Show Der Bluff mit. Darin sollte der Rapper einen Literaturstudenten in die Rolle eines glaubwürdigen Gangsta-Rappers bringen. Die Medienresonanz auf die Fernsehsendung fiel sehr negativ aus.
Am 17. Oktober sollte das erste Album des Rappers erscheinen. Dieses wurde kurzfristig verschoben und stattdessen eine EP mit dem Titel Wer am 17.10. releast ist doof kostenlos zur Verfügung gestellt. Das Album wurde schließlich am 24. Oktober 2008 unter dem Titel Bombe veröffentlicht und enthält Gastbeiträge von Emory und Samy Deluxe. Die erste Single Ich bin ein Star, holt mich hier raus! erschien am 3. Oktober als „Digital Release“.
Am 19. Dezember 2008 wurde mit Liebling, ich habe das Label geschrumpft ein Sampler des Labels Deluxe Records veröffentlicht. Zu dem Titel Es war einmal von Ali As entstand ein Video. 2009 spielte Ali As eine Rolle in dem Film Nanga Parbat, in dem die Sigi-Löw-Gedächtnisexpedition thematisiert wird.
Im Dezember 2010 veröffentlichte Ali As den Song Der Verweis, der sich gegen Casper richtet.
Von 2011 bis 2013 war Ali As Mitglied in der Crossover-Band Kellerkommando, die traditionelle Volksmusik mit Rap-Elementen, Electro und weiteren Stilmitteln verbindet.
Außerdem veröffentlichte der Münchner mit pakistanischen Wurzeln am 3. Mai 2013 die EP EMWIMO, was für „Ey, Mann, wo ist mein Output?“ steht. Der Titel seiner EP lehnt sich an den Mystery/SciFi - Film „Ey Mann, wo is’ mein Auto?“, so will der Rapper/Künstler mit „Selbsthumor auf die Zeit vor EMWIMO aufmerksam machen“, wo er eher „wenig bis kaum musikalischen Output“ gebracht hat. Dabei wurden bewusst „0815-Beats“ in der EP gemieden. Die EP ist für einige Fans immer noch der geheime Favorit und der Vorreiter der Trilogie Amnesia, Euphoria und Insomnia.
Am 9. Januar 2015 erschien sein zweites Soloalbum Amnesia, das auf Platz 17 der deutschen Albumcharts einstieg, was die erste Chartplatzierung für Ali As als Solokünstler bedeutet. Das dritte Soloalbum Euphoria wurde am 1. April 2016 veröffentlicht und erreichte Rang 6 der deutschen Charts. Die aus diesem Album veröffentlichte Single Lass sie tanzen (Square Dance), auf der auch die Sängerin Namika vertreten ist, wurde für über 200.000 verkaufte Einheiten in Deutschland mit einer Goldenen Schallplatte ausgezeichnet.
Am 30. Juni 2017 erschien mit Insomnia das vierte Soloalbum von Ali As, das Platz 10 der deutschen Charts erreichte.
Im September 2018 war er zusammen mit Joyce Ilg im Podcast Talk-o-mat (Spotify) in einer Live-Ausgabe vom Mit Vergnügen Podcast Fest zu hören.
Am 7. Dezember 2018 erschien das Kollaboalbum Mohamed Ali mit MoTrip. Das Album erreichte Platz 43 der deutschen Charts. 2019 gingen sie gemeinsam auf Tour.

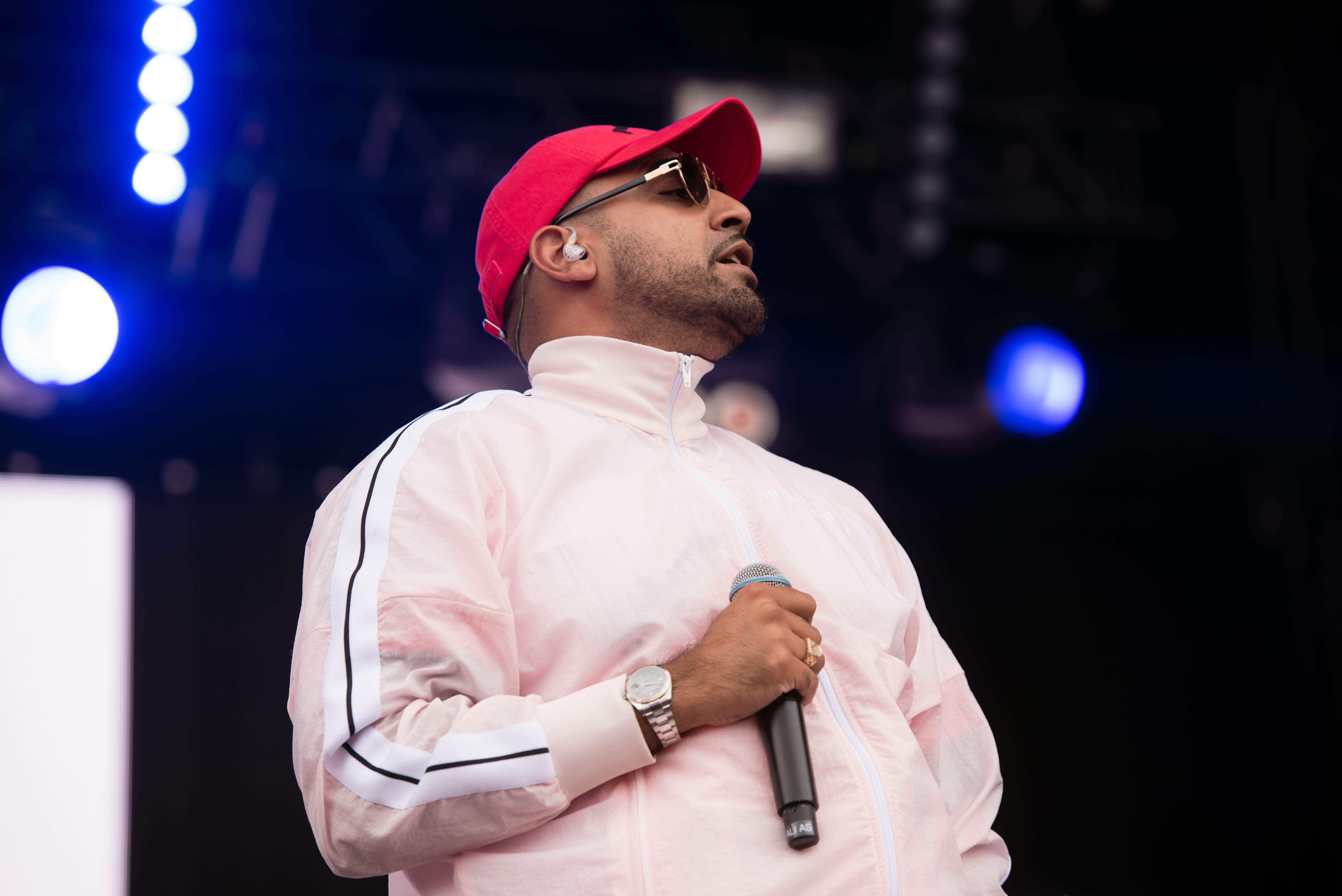
Ali As beim Openair Frauenfeld 2019

Am 9. Oktober 2020 erschien mit Dali das fünfte Soloalbum von Ali As. Es erreichte in Deutschland Platz 36.

## Diskografie

### Studioalben
| Jahr | Titel    | Höchstplatzierung, Gesamtwochen, AuszeichnungChartplatzierungen (Jahr, Titel, Platzierungen, Wochen, Auszeichnungen, Anmerkungen) | Höchstplatzierung, Gesamtwochen, AuszeichnungChartplatzierungen (Jahr, Titel, Platzierungen, Wochen, Auszeichnungen, Anmerkungen) | Höchstplatzierung, Gesamtwochen, AuszeichnungChartplatzierungen (Jahr, Titel, Platzierungen, Wochen, Auszeichnungen, Anmerkungen) | Anmerkungen                            |
| Jahr | Titel    | DE | AT | CH | Anmerkungen                            |
| ---- | -------- | --- | --- | --- | -------------------------------------- |
| 2008 | Bombe    | — | — | — | Erstveröffentlichung: 24. Oktober 2008 |
| 2015 | Amnesia  | DE17 (1 Wo.)DE | AT46 (1 Wo.)AT | CH37 (1 Wo.)CH | Erstveröffentlichung: 9. Januar 2015   |
| 2016 | Euphoria | DE6 (3 Wo.)DE | AT16 (1 Wo.)AT | CH24 (1 Wo.)CH | Erstveröffentlichung: 25. März 2016    |
| 2017 | Insomnia | DE10 (2 Wo.)DE | AT40 (1 Wo.)AT | CH46 (1 Wo.)CH | Erstveröffentlichung: 30. Juni 2017    |
| 2020 | Dali     | DE36 (1 Wo.)DE | — | — | Erstveröffentlichung: 9. Oktober 2020  |

### Kollaboalben
| Jahr | Titel       | Höchstplatzierung, Gesamtwochen, AuszeichnungChartplatzierungen (Jahr, Titel, Platzierungen, Wochen, Auszeichnungen, Anmerkungen) | Höchstplatzierung, Gesamtwochen, AuszeichnungChartplatzierungen (Jahr, Titel, Platzierungen, Wochen, Auszeichnungen, Anmerkungen) | Anmerkungen                                       |
| Jahr | Titel       | DE | CH | Anmerkungen                                       |
| ---- | ----------- | --- | --- | ------------------------------------------------- |
| 2018 | Mohamed Ali | DE43 (1 Wo.)DE | CH90 (1 Wo.)CH | Erstveröffentlichung: 7. Dezember 2018 mit MoTrip |

### Mixtapes
- 2002: Southern Comfort (als Monaco Lightz)
- 2004: A$talavista, Baby!
- 2005: Ich bin ein Star, holt mich hier raus!
- 2007: Xklusiv 2 – Der neue Süden (Xklusiv Mixtapes)
- 2007: Wie baut man eine Bombe?
- 2008: Der Countdown läuft
- 2012: 1000 Bars (mit Pretty Mo als Baåder Meinhøf)

### EPs
- 2001: Bös witzisch (als Buff-A-Lot & Passt Shawn)
- 2008: Wer am 17.10. releast ist doof!
- 2013: EMWIMO (Ey Mann, wo ist mein Output)
- 2014: FreeAli EP
- 2015: Amnesia 2.0
- 2016: FreeAli 2 EP
- 2016: Euphoria Re-Up Bonus EP
- 2016: Lass sie tanzen (Square Dance) Remix EP
- 2016: FreeAli 3 EP
- 2016: Platzhirsch EP
- 2017: Insomnia Bonus EP

### Singles
| Jahr | Titel Album                             | Höchstplatzierung, Gesamtwochen, AuszeichnungChartsChartplatzierungen (Jahr, Titel, Album, Platzierungen, Wochen, Auszeichnungen, Anmerkungen) | Anmerkungen                                                                 |
| Jahr | Titel Album                             | DE | Anmerkungen                                                                 |
| --- | --------------------------------------- | --- | --------------------------------------------------------------------------- |
| 2016 | Lass sie tanzen (Square Dance) Euphoria | DE37 Platin · (23 Wo.)DE | Erstveröffentlichung: 3. März 2016 Ali As feat. Namika; Verkäufe: + 600.000 |
| 2018 | Heroin –                                | DE85 (1 Wo.)DE | Erstveröffentlichung: 2. Februar 2018 Juju feat. Ali As                     |
| Folgende Lieder erschienen nicht als Single, wurden aber durch das Album zum Download und Streaming bereitgestellt und konnten somit eine Platzierung erlangen: |                                         | |                                                                             |
| |                                         | |                                                                             |
| 2016 | Schwarze Rosen Imperator                | DE75 (1 Wo.)DE | Charteinstieg: 16. Dezember 2016 Kollegah feat. Ali As                      |

Weitere Singles
- 2007: Fick was du denkst
- 2007: Zoom Zoom Zoom
- 2008: Der Countdown läuft
- 2008: Ich bin ein Star, holt mich hier raus
- 2014: Wenn Heino stirbt
- 2015: Wenn sie kommen (Namika feat. Ali As)
- 2016: Farid Bang
- 2016: Euphoria
- 2017: Mercedes
- 2017: Stuntman
- 2017: Cobra Kai Dojo Style
- 2017: Königshallen
- 2017: Asche auf Balmain

### Weitere Veröffentlichungen
- 2007: Herzlichen Glückwunsch (mit Semi B, Pretty Mo und Grosses K als Der Neue Süden) (Juice Exclusive! auf Juice-CD #73)
- 2007: DLX (Juice Exclusive! auf Juice-CD #75)
- 2007: Weihnachten steht vor der Tür (mit Pretty Mo) (Juice Exclusive! auf Juice-CD #81)
- 2008: Die Bombe ist da! (Juice Exclusive! auf Juice-CD #90)
- 2008: Weil es Zeit ist jetzt (Sorry Remix) (mit Samy Deluxe und Tua) (Juice Exclusive! auf Juice-CD #93)
- 2009: Knock, knock, wir sind da (mit Grosses K, Semi B und Pretty Mo) (Juice Exclusive! auf Juice-CD #101)
- 2009: Pianoman (Exclusive Juice Remix) (mit Monroe) (Juice Exclusive! auf Juice-CD #104)
- 2009: Nie genug (Samy Deluxe feat. Ali As auf Der letzte Tanz)
- 2010: Der Verweis (Titel gegen Casper)
- 2010: Ich kann nur gewinnen (Eko Fresh feat. Ado Kojo, Ali As, Money Boy, Pretty Mo & Sentence auf Freezy Bumaye 1.0)
- 2011: Ich gebe kein’ Fick (Hakan Abi feat. Ali As, Eko Fresh & Prodycem auf The Big Branx Theory)
- 2012: Klassentreffen (Eko Fresh feat. Ali As, MoTrip, Pappa Landliebe, Pillath, Sentence & Toni der Assi auf Ek to the roots)
- 2013: Dunnerkeil (mit Kellerkommando)
- 2013: Gangsta Squad (Eko Fresh feat. Ali As, Jeyz, MoTrip, Shindy & Tatwaffe auf Eksodus (Deluxe Edition))
- 2013: Hypochondria (Samy Deluxe feat. Ali As auf Perlen vor die Säue)
- 2014: Könige ohne Krone (Various Artists feat. Absztrakkt, Akte One, Ali As, Al Kareem, u.v.m.[26] auf Embassy of Music)
- 2014: Yair (Juice Exclusive! auf Juice-CD #125)
- 2014: Intro (Felix Krull feat. Ali As auf Xanadu)
- 2014: Dr. Cooper (Allstar Remix) (Megaloh feat. Abdï, Afrob, Ali As, u.v.m.[27] auf Dr. Cooper Remix EP)
- 2014: Leko Mio (Eko Fresh feat. Ali As, Blumio, Brutos Brutaloz, B-Tight, u.v.m.[28] auf Deutscher Traum)
- 2014: Blokkhaus Allstars (Blokkmonsta feat. Ali As, Automatikk, Baba Saad, u.v.m.[29] auf Blokkhaus)
- 2015: Deine Eltern (Ado Kojo feat. Ali As auf Reise X)
- 2015: Batz (Greeny Tortellini feat. Ali As & Rapsta auf Juice-CD #127)
- 2015: Kaleidoskop (DJ Vito feat. Ali As & Chefket auf Ein ganz entspanntes Ding)
- 2015: Muhammad Ali (MoTrip feat. Ali As auf Alien EP)
- 2015: Immer noch wir (Namika feat. Ali As auf Hellwach EP)[30]
- 2017: Südviertel (Mc Sadri feat. Ali As auf Denkmal)
- 2017: Ballermann 5 (Olli Banjo feat. Ali As auf Großstadtdschungel)
- 2017: Paris (Spinning 9 feat. Ali As auf Sky Zone)
- 2017: Nur für euch (Joshi Mizu feat. Ali As auf Kaviar & Toast)
- 2018: Jeanny (Ali As feat. Falco)
- 2018: Schloss (Glasperlenspiel feat. Ali As auf Licht & Schatten)
- 2020: Danger (BEKA & Ali As auf SHUTDOWN EP)
- 2020: Lalala (ela. feat. Ali As auf Liebe & Krieg)
- 2020: Memo (Ali As & Timur Uelker)
- 2021: Glaubst du an Geister (Isbessa)
- 2022: Fear of God (Isbessa)
- 2022: Mit dem Game (Isbessa)

## Filmografie
- 2009: Nanga Parbat
- 2011: Homies